# Тал
Тал или Талос (грч. Τάλως) је у грчкој митологији био бронзани човек, чувар Крита.

## Митологија
Према неким изворима, био је потомак расе бронзаних људи, изниклих из јасеновог дрвета. Према другим изворима, он је један од аутоматона, Хефестова творевина коју је овај бог направио по Зевсовом налогу (или као поклон Миноју). Зевс га је поклонио феничанској принцези Европи, у коју је био заљубљен, како би чувао и њу и острво Крит. Тал је имао дивовски стас и застрашујући изглед. Сваког дана је три пута оптрчавао око читавог острва и дозвољавао је искрцавање само оних бродова који су имали дозволу острвских власти. У супротном, бацао би на њих са велике удаљености велике стене, његово главно оружје. Када су становници Сардиније покушали да освоје Крит, Тал је своје тело загрејао до усијања и потом Сардинијсце који су пристигли привио на своје груди, уз грохотан смех. Био је сачињен тако да буде нерањив, осим пете која је носила танку опну, поклопац или клин. Наиме, кроз његов сложени механизам протицала је божанска течност која је садржавала олово. Она је протицала од главе до пете кроз само једну жилу која се завршавала на поменутој пети, испод глежња. Када су Аргонаути пролазили крај острва, Тал им се супротставио. Иако је његова слаба тачка била добро чувана тајна, Медеја ју је открила. У тренутку када се сагао да узме камење, она га је омађијала уз помоћ духова Подземља и он је озледио глежањ и из жиле му је исцурила сва течност. Према једној причи, она га је излудела чинима и обећала му бесмртност, па је он самом себи раздерао жилу у стопалу.

## Тумачење
У генеалогији песника Кинетона, Тал је изгледа крићански бог Сунца, син Креса, који је представљао духа овог острва и Хефестов отац, а можда и отац Минојеве жене Пасифаје, која је на Криту оличавала богињу Месеца. На дијалекту који потиче са Крита, Талово име значи „Сунце“, док на грчком језику има значења „оборити“ („исећи, смањити“) или „исклесан“. Хесихије је такође тврдио да је Тал било име Сунца, из чега се може закључити да је Тал најпре кружио око Крита једанпут дневно.
Међутим, вероватно је да су страже које су чувале критске луке вршиле обилазак три пута дневно. Талов једини крвни суд указује на вештину раног ливења бронзе методом cire-perdue. Ковач би најпре од пчелињег воска направио облик који жели, затим би га превукао танким слојем глине и ставио у пећ, да се глина добро испече. Потом би пробушио отвор при дну (између пете и чланка), тако да врућ восак истекне, а остане калуп у који би се сипала течна бронза. Крићани су овај начин рада донели са Сардиније заједно са култом о Дедалу. Пошто је, према миту, Дедал научио свој занат од Атене, коју су у Коринту знали као Медеју, прича о Таловој смрти је вероватно настала погрешним тумачењем
иконе која приказује Атену како објашњава овај процес ливења. Отапање воска (са крила) је и у вези са митом о Икару. Такође, Роберт Гревс је уочио и сличности између мита о Талу и Ахилу. Према једном предању, један од Аргонаута, Пејант, погодио је Тала у пету стрелом, баш као што је и Ахила убио Парис. Стреле које се у оба мита помињу су у вези и са митом о Хераклу, јер он их је дао Пејанту пошто је запалио његову ломачу. Те стреле је касније искористио Филоктет, Пејантов син, да убије Париса.

## Уметност
Иако се неки аутори чак не слажу ни око тога да ли је Тал уопште био човек, већ бик, у класичној уметности је представљан као згодан младић прекривен бронзом.

## Друге личности
- Према Диодору, Аполодору и Паусанији, Тал или Кал је био син Дедалове сестре Пердике, кога је Дедал обучавао. Међутим, испоставило се да је ученик био талентованији од учитеља, па га је Дедал убио.[7]
- Према Вергилију, Тал је био војник у Турновој војсци кога је убио Енеја.[7]
- Помиње се и Тал који је можда иста личност као и бронзани човек. Он је био Енопионов син и Аријаднин унук, који је пловио са очевом флотом од Крита до Хиоса.[7]